# بولي برادفيلد
بولي برادفيلد (بالإنجليزية: Polly Bradfield)‏ هي موسيقية وعازفة كمان أمريكية، ولدت في 1970.

## وصلات خارجية
- بولي برادفيلد على موقع ميوزك برينز (الإنجليزية)
- بولي برادفيلد على موقع أول ميوزيك (الإنجليزية)
- بولي برادفيلد على موقع ديسكوغز (الإنجليزية)